# Alexandre-Charles-Emmanuel de Crussol
Pour les articles homonymes, voir Crussol.
Ne doit pas être confondu avec Charles-Emmanuel de Crussol.
Alexandre-Charles-Emmanuel de Crussol-Florensac, dit le bailli de Crussol, est un gentilhomme français né le 5 juillet 1743 à Paris, où il est mort le 17 décembre 1815. Il  fut reçu chevalier dans l'ordre de Saint-Jean de Jérusalem le 15 septembre 1763, fut député aux Etats-généraux de 1789 et fut aussi lieutenant général des armées du Roi .

## Biographie
Issu de la Maison de Crussol, il est le fils de Pierre-Emmanuel de Crussol, marquis de Crussol et de Florensac, maréchal des camps et armées du Roi, ministre plénipotentiaire du Roi de France près de la Cour de Parme, chevalier des ordres du Roi (1717-1758), et de Charlotte Fleuriau de Morville (1725-1810). Il est aussi le petit-fils de Charles Jean Baptiste Fleuriau de Morville, secrétaire d'Etat à la Marine, puis aux Affaires étrangères, membre de l'Académie Française, et le frère de Emmanuel-Henri-Charles de Crussol, baron de Crussol, avec qui il siègera aux Etats généraux de 1789 puis à l'Assemblée constituante .
Il est reçu chevalier de l'ordre de Malte et fait Bailli de l'ordre. Il est connu comme le Bailli de Crussol.
A partir de 1761, il entreprend une carrière militaire comme cornette au régiment de champagne, puis en 1762 comme second cornette aux chevau-légers de la Reine. En 1765, il est  guidon des gendarmes anglais, puis en 1770, enseigne des gendarmes bourguignons. En 1773, il est nommé capitaine d'une compagnie de gardes du corps du comte d'Artois, " Monsieur » , il attire la confiance et l'amitié de celui-ci. À la Cour, il fait partie d'un cercle de proches du comte d'Artois et de la Reine.
Promu maréchal de camp en 1784, il est élu en 1789 député aux Etats-généraux par la Noblesse de la Prévôté de Paris. Il défend l'ordre de Malte dans un discours prononcé à l'Assemblée le 4 janvier 1790 et proteste officiellement quand cet ordre est supprimé, en août 1791. En avril 1790, il s'oppose à la suppression des titres nobiliaires et se prononce en faveur de la religion catholique comme religion d'État. En juin 1790, il proteste contre l'abolition de la Noblesse. Il vote contre les assignats et contre le rattachement d'Avignon à la France. Il proteste aussi contre la constitution en septembre 1791 et émigre ensuite. Au sein de l'Armée des princes, il sert dans la maison militaire du comte d'Artois, puis se retire en Toscane avec la marquise de Grollier.
Après l'amnistie des émigrés, en 1802, il revient en France, avec sa tante, la marquise de Grollier, et s'installe en sa compagnie à Epinay sur Seine. Il se tient à l'écart du régime impérial.
A la première Restauration, il reçoit le commandement de la maison militaire du comte d'Artois, est fait pair de France par une ordonnance du 4 juin 1814 et promu lieutenant-général le 23 août 1814. A la chambre des Pairs, il vote en 1815 pour la mort du maréchal Ney.
Quelques jours plus tard, il meurt à la fin de 1815 en laissant sa tante inconsolable et fut inhumé au cimetière du Père Lachaise, où son monument funéraire est toujours visible. Il ne se maria pas.

### Portrait
Son portrait, peint en 1787 par Élisabeth Vigée Le Brun, le représente avec son cordon-Bleu et son collier de l'ordre du Saint-Esprit et se trouve aujourd'hui au Metropolitan Museum of Art de New-York.

### Distinctions
- chevalier de l'ordre royal et militaire de Saint-Louis
- chevalier de l'ordre du Saint-Esprit (1784)

### Hommage
- La rue de Crussol, à Paris 11e, située non loin de l'emplacement du Prieuré hospitalier du Temple, porte son nom, en tant que Bailli de l'ordre de Saint-Jean de Jérusalem.

## Sources
- « Alexandre-Charles-Emmanuel de Crussol », dans Adolphe Robert et Gaston Cougny, Dictionnaire des parlementaires français, Edgar Bourloton, 1889-1891 [détail de l’édition]

## Pour approfondir

### Pages connexes
- Maison de Crussol
- Liste de tableaux d'Elisabeth Vigée-Lebrun